# Stanisław Tarasienko
Stanisław Tarasienko. ros. Станислав Тарасенко (ur. 27 lipca 1966 w Żukowie) – rosyjski lekkoatleta specjalizujący się w skoku w dal.

## Sukcesy sportowe
- dwukrotny mistrz Rosji w skoku w dal – 1992, 1993[1]
- halowy mistrz Rosji w skoku w dal – 1993[2]
- reprezentant kraju w pucharze Europy (jedno zwycięstwo indywidualne w superlidze)[3]

| Rok  | Miasto    | Zawody                    | Konkurencja | Wynik         |
| ---- | --------- | ------------------------- | ----------- | ------------- |
| 1993 | Stuttgart | mistrzostwa świata        | skok w dal  | srebrny medal |
| 1994 | Paryż     | halowe mistrzostwa Europy | skok w dal  | 5. miejsce    |
| 1994 | Helsinki  | mistrzostwa Europy        | skok w dal  | 6. miejsce    |

## Rekordy życiowe
- skok w dal (stadion) – 8,32 – Moskwa 16/06/1995 / 8,49w – Madryt 20/06/1995
- skok w dal (hala) – 8,43 – Moskwa 26/01/1994 (rekord Rosji)